# فرودگاه والکورت
فرودگاه والکورت (به انگلیسی: Valcourt Airport) یک فرودگاه همگانی است که یک باند فرود آسفالت و شن دارد و طول باند آن ۱۱۴۳ متر است. این فرودگاه در کشور کانادا قرار دارد و در ارتفاع ۲۲۶ متری از سطح دریا واقع شده است.